# Tebaide (poema ciclico)
La Tebaide (Θηβαΐς) è un poema epico perduto del Ciclo Tebano, parte del Ciclo epico, di cui oggi non restano che una manciata di brevi frammenti. L'opera venne attribuita in tempi antichi, dubitativamente, ad Omero. Essa cantava la guerra fratricida tra Eteocle e Polinice, figli di Edipo, per la conquista di Tebe. La trama può essere ricostruita in base ai pochi frammenti rimasti e ad analogie con altre opere, ma è in gran parte congetturale.

## Trama
Allontanato Edipo da Tebe, si pose il problema di chi sarebbe stato il successivo re: i due figli di Edipo, Eteocle e Polinice, erano entrambi decisi ad ottenere il trono. Alla fine si giunse ad un compromesso: i due si sarebbero alternati sul trono, un anno a testa. Il primo a diventare sovrano fu Eteocle, ma, allo scadere del proprio anno, egli si rifiutò di cedere il titolo, rompendo l'accordo. 
A Polinice non restò che allontanarsi, e recarsi nella città di Argo, dove giunse contemporaneamente a Tideo, fuggito dalla città di Calidone a causa di un omicidio. Tra i due scoppiò un litigio, cui assistette anche il re di Argo Adrasto. Quest'ultimo riconobbe quindi nei due il cinghiale ed il leone che un veggente gli aveva predetto che sarebbero dovuti diventare i suoi generi. Così Adrasto offerse a Polinice e Tideo come spose le sue due figlie Argia e Deipile. In questo modo Polinice poté ottenere, oltre al matrimonio, anche l'appoggio del re di Argo per l'impresa che intendeva compiere: marciare contro Tebe per detronizzare il fratello Eteocle e ottenere il titolo di re che gli spettava di diritto. 
Polinice quindi partì alla volta di Tebe, a capo dell'esercito di Argo, nonostante su di lui gravasse una maledizione lanciata dal padre Edipo: poiché né lui né il fratello Eteocle si erano opposti all'esilio del padre da Tebe, Edipo aveva affermato che i due fratelli sarebbero stati destinati a darsi la morte l'un l'altro. 
dagli aurei capelli, per prima cosa 

accanto a Edipo una ricca tavola 

d'argento, che un tempo fu di Cadmo 

il saggio, pose: poi riempì una coppa 

d'oro con vino dolce. e poi, quando 

Edipo percepì questi tesori 

del padre suo, una grande miseria 

gli cadde in cuore, e subito invocò 
 
maledizioni amare in presenza 

di entrambi i figli suoi. E il nume 

non riuscì a non ascoltarlo mentre 

pregava che non potesser mai dividere 

i beni del lor padre in amorevole 

fratellanza, ma che la guerra e il lutto 

potrebbero esser sempre parte a entrambi»
(Fr. 2 W. - trad. A. D'Andria)
Giunto l'esercito di Polinice sulle rive del fiume Asopo, si ipotizza che la trama proseguisse nel seguente modo: Tideo venne mandato da Polinice per consegnare un ultimatum. Trovandosi ad un banchetto di tebani alla presenza di Eteocle, per impressionare i suoi nemici è probabile che Tideo li sfidasse ad una serie di prove atletiche, dalle quali uscì nettamente vincitore. Quando infine l'eroe se ne andò per tornare dai suoi compagni, ben 50 guerrieri tebani gli tesero un'imboscata, ma egli con l'aiuto della dea Atena riuscì a sopraffarli tutti, lasciandone vivo solo uno perché potesse raccontare quello che era successo.
È ipotizzabile che già in questo poema Polinice designasse un eroe a presiedere ognuna delle sette porte di Tebe: Tideo, Capaneo, Mechisteo, Adrasto, Partenopeo, Polinice, Anfiarao. Quest'ultimo, avendo il dono della preveggenza, aveva previsto l'esito infausto dell'impresa, e aveva tentato di non partecipare. Questo, tuttavia, non gli era stato possibile: anni prima egli aveva avuto una disputa con Adrasto, per risolvere la quale Anfiarao aveva sposato la sorella di Adrasto, Erifile. Si era così deciso che, in caso di contrasto tra i due guerrieri, sarebbe stata la moglie di Anfiarao a decidere. In questo caso, ella aveva deciso che il marito partisse per la guerra, nonostante i suoi infausti presentimenti.
Cominciò dunque l'attacco. Capaneo tentò di superare le mura tebane con una scala, ma venne folgorato da un fulmine scagliato da Zeus. I guerrieri di Polinice finirono per cadere ad uno ad uno, con le sole eccezioni di Anfiarao ed Adrasto. Il primo fu inghiottito dalla terra per volere di Zeus, e da allora visse nel sottosuolo emanando oracoli. Il secondo riuscì a salvarsi ed a tornare a casa solo grazie al suo ottimo cavallo Arione. Infine Eteocle e Polinice, come aveva profetizzato Edipo, si uccidevano l'un l'altro.